# راستی دیویس
راستی دیویس (به انگلیسی: Rusty DeWees) (زاده ۱۵ نوامبر ۱۹۶۰) بازیگر آمریکایی است.
از فیلم‌های معروف او می‌توان به بازی در فیلم سگ سیاه اشاره کرد.راستی دیویس برای نقش آفرینی در فیلم فصل گل آلود،برنده جایزه برترین بازیگر نقش اول مرد از جشنواره فیلم مثُد فست ایندیپندد شد.